# ناو کلاس میوکو
کروزر کلاس مویوکو (به انگلیسی: Myōkō-class cruiser) یک کلاس از کشتی است که طول آن ۶۶۸ فوت (۲۰۴ متر) می‌باشد.